# Black and White (zangduo)
Black and White was een Nederlands zangduo, bestaande uit de Delftenaren Jan Klumperman (1919 - 1987, Black) en Eugen Gaiser (1919 - 2001, White). Het duo scoorde tussen 1954 en 1966 diverse hits, waaronder Zeep en soda (1954, met als B-kant Daar bij de waterkant, Marja, oh Marja (1956) en Una Marcia in fa (1959).
Klumperman en Gaiser leerden elkaar kennen tijdens een fietsvakantie in Ede. In 1949 werd het duo gevormd. Na een optreden bij een talentenjacht van Ger de Roos maakte het duo in mei 1953 bij het radioprogramma De Zonnebloem van Alex van Wayenburg het debuut op de Nederlandse radio. Het duo werd snel populair, van hun single Zeep en soda werden meer dan 45-duizend exemplaren verkocht. In 1955 en 1956 werd Black and White door de lezers van het blad Tuney Tunes verkozen tot beste vocale groep van Nederland. Het duo werkte veel samen met het Amsterdamse damesduo The Melody Sisters, bestaande uit de tweeling Julie Lankester en Elly Lankester.
Nadat begin jaren '60 de muzieksmaak onder invloed The Beatles en de Rolling Stones snel veranderde, besloot Black and White te stoppen. In 1966 gaven ze in de Doelen in Delft hun afscheidconcert.